# Rowlandius arduus
Espèce
Rowlandius arduus est une espèce de schizomides de la famille des Hubbardiidae.

## Distribution
Cette espèce est endémique de l'État de Falcón au Venezuela,. Elle se rencontre à Petit dans la Sierra San Luis.

## Description
Les mâles mesurent de 3,80 à 3,90 mm et les femelles de 3,75 à 3,85 mm.

## Publication originale
- Armas, Manzanilla & Colmenares-García, 2009 : Nuevo Rowlandius Reddell & Cokendolpher, 1995 (Schizomida: Hubbardiidae) de la Sierra San Luis, Venezuela noroccidental. Papéis Avulsos de Zoologia (São Paulo), vol. 49, no 28, p. 361-368 (texte intégral).